# Kırkpınar, Adaklı
Kırkpınar là một xã thuộc huyện Adaklı, tỉnh Bingöl, Thổ Nhĩ Kỳ. Dân số thời điểm năm 2010 là 109 người.